# Жутанов, Манас Бакыт уулу
Манас Бакыт уулу Жутанов (22 августа 1991 года, село Кара-Кулжа, Ошская область, Киргизская ССР, СССР) — российский и киргизский футболист, защитник.

## Карьера
В возрасте 7 лет вместе с родителями переехал из Кыргызстана в Россию, в город Стерлитамак, Башкирия. После закрытия клуба «Содовик» поехал на просмотр в «КАМАЗ». Воспитанник Центра подготовки ФК «КАМАЗ». За «КАМАЗ-2» играл в сезонах 2009—2011/12 в первенстве III дивизиона (ЛФК). В 2009 году был вызван в юношескую сборную России U-17. В 2011 году выступал в молодежной сборной России U-19.
В 2011 году дебютировал за «КАМАЗ» в первом дивизионе. После выхода клуба из состава ФНЛ, играл за «КАМАЗ» лигой ниже в сезонах 2012/13—2013/14. В сезоне-2012/13 — лучший молодой игрок «КАМАЗа» (и также занял 2-е место при определении лучшего игрока) по опросу спортивных журналистов Набережных Челнов.
В 2015 году играл за любительскую команду «Арарат» (Уфа), которая стал победителем чемпионата Башкортостана.
В 2016 году вернулся на родину, где подписал контракт с клубом высшей киргизской лиги «Абдыш-Ата» (Кант). В 2018 году играл за «Нефтчи» (Кочкор-Ата), в 2019 — за «Алгу» (Бишкек).
В декабре 2016 и декабре 2019 — марте 2020 года играл в чемпионате Башкортостана по мини-футболу, в ноябре 2021 — марте 2022 — участник высшей лиги Astra Cup (первенство Уфы по мини-футболу).